# Patras Minj
Patras Minj (ur. 23 grudnia 1944 w Tapkara) – indyjski duchowny rzymskokatolicki, w latach 1996–2021 biskup Ambikapur.